# Elektrofiel
Een elektrofiel deeltje is een positief geladen ion of het positieve deel van een molecuul met een dipool (al hoeft deze dipool buiten het molecuul niet altijd aanwezig te zijn, zie bv. hexafluor-but-2-yn). Deze kunnen reageren met een elektronrijk centrum, met het nucleofiel deel in een ander molecuul. Het elektrofiele deeltje fungeert meestal als elektronenpaaracceptor, als lewiszuur ten opzichte van een nucleofiel deeltje.
De reactiviteit van het nucleofiel is afhankelijk van het elektrofiel waarmee het moet reageren. Nucleofielen zoals boortrifluoride BF3, met een geconcentreerde partiële positieve lading op het boor-atoom, reageren beter met elektrofielen met sterk gelokaliseerde elektronen zoals die op bijvoorbeeld zuurstof voorkomen. Meer diffuus geladen elektrofielen reageren beter met nucleofielen met diffuse orbitalen, zoals voorspeld door de HSAB-theorie. 
Goede elektrofielen zijn onder meer:
- Oxoniumionen R3O+, zoals Meerweins zout
- Lewiszuren, zoals boortrifluoride, aluminiumchloride
- Carbeniumionen